# Norwalk (California)
Norwalk è una città nella contea di Los Angeles, California, Stati Uniti. La popolazione era di 103 298 abitanti al censimento del 2000. La città di Norwalk è stata incorporata nel 1957. Si trova a 27 km a sud-est del centro di Los Angeles. Come la gran parte della California meridionale, Norwalk è una città prevalentemente agricola. A causa di un flusso di immigrazione principalmente da Messico, la popolazione latina è cresciuta in maniera significativa dopo la seconda guerra mondiale. Negli anni 1990, Norwalk ha visto una forte crescita della popolazione asiatica.
Norwalk ha una forma di governo a forma di Consiglio, stabilito dalla Carta della Città di Norwalk, che è stata redatta nel 1957. I cinque membri del Consiglio di cittadino agiscono come corpo politico della città. Ogni due anni, i membri del Concilio sono eletti dai cittadini di Norwalk e rimangono in carica per quattro anni. I membri del consiglio non hanno alcun limite di rieleggibilità. Il sindaco è scelto dal Consiglio e rimane in carica per un anno.
Norwalk è gemellata con le città di Hermosillo, nel Sonora e Fresnillo, nello Zacatecas, in Messico.

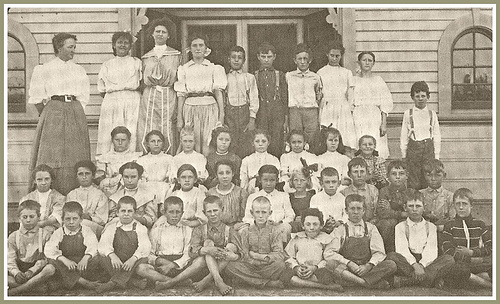
Questo è il Norwalk Grammar School nel 1890 prima del 1900 a Norwalk (California). L'immagine è con l'insegnante Cora Hargitt Johnson con la sua classe. Hargitt La scuola è il suo nome.